# Équipe de Tunisie de volley-ball en 2000
L'équipe de Tunisie de volley-ball, non qualifiée aux Jeux olympiques de Sydney après deux échecs aux tournois continental et mondial de qualification, rate le coche à nouveau au championnat arabe d'Amman et se contente de la deuxième place derrière l'Algérie qu'elle a battu en début d'année. Durant cette même année, l'équipe termine en deuxième position au tournoi international de Rashed organisé à Dubaï derrière l'Ukraine.

## Matchs
| Date             | Lieu     | Adversaire          | Score                               | Durée | Compétition | Meilleur marqueur | Référence |
| 25 janvier 2000  | Le Caire | Cameroun            | 3-1 (25-13 18-25 29-27 25-18)       | -     | TQJO        | -                 |           |
| 26 janvier 2000  | Le Caire | Nigeria             | 3-2 (23-25 26-24 25-22 23-25 15-08) | -     | TQJO        | -                 |           |
| 27 janvier 2000  | Le Caire | Algérie             | 3-2 (20-25 25-17 19-25 25-17 18-16) | -     | TQJO        | -                 |           |
| 29 janvier 2000  | Le Caire | Afrique du Sud      | 3-0 (25-14 25-11 25-17)             | -     | TQJO        | -                 |           |
| 30 janvier 2000  | Le Caire | Égypte              | 0-3 (17-25 19-25 12-25)             | -     | TQJO        | -                 |           |
| juillet 2000     | Dubaï    | Ukraine             |                                     | -     | A (tr)      | -                 |           |
| juillet 2000     | Dubaï    | Émirats arabes unis |                                     | -     | A (tr)      | -                 |           |
| 24 juillet 2000  | Le Pirée | Grèce               | 1-3 (15-25 25-20 18-25 17-25)       | -     | TMQJO       | -                 |           |
| 25 juillet 2000  | Le Pirée | Espagne             | 0-3 (19-25 17-25 20-25)             | -     | TMQJO       | -                 |           |
| 26 juillet 2000  | Le Pirée | Chine               | 2-3 (21-25 21-25 25-23 27-25 12-15) | -     | TMQJO       | -                 |           |
| 24 août 2000     | Tunis    | Slovaquie           | 3-2 (25-22 25-18 21-25 20-25 15-09) | -     | A           | -                 | SVF       |
| 25 août 2000     | Tunis    | Slovaquie           | 0-3 (20-25 20-25 23-25)             | -     | A           | -                 | SVF       |
| 26 août 2000     | Tunis    | Slovaquie           | 3-2 (20-25 22-25 25-22 32-30 15-12) | -     | A           | -                 | SVF       |
| 3 septembre 2000 | Amman    | Koweït              | 3-0 (27-25 25-18 25-16)             | -     | CA          | -                 |           |
| 4 septembre 2000 | Amman    | Liban               | 3-0                                 | -     | CA          | -                 |           |
| 5 septembre 2000 | Amman    | Algérie             | 0-3 (28-30 24-26 16-25)             | -     | CA          | -                 |           |
| 8 septembre 2000 | Amman    | Jordanie            | 3-0 (28-26 25-17 25-17)             | -     | CA          | -                 |           |
| 9 septembre 2000 | Amman    | Qatar               | 3-0 (25-22 25-21 25-21)             | -     | CA          | -                 |           |

A : match amical ;
TQJO : match du tournoi de qualification aux Jeux olympiques 2000 ;
TMQJO : match du tournoi mondial de qualification aux Jeux olympiques 2000 ;
CA : match du championnat arabe 2000.
(tr) : Tournoi international de Rashed